# Luis María Niella
Luis María Niella (Corrientes, 24 de abril de 1854 - Ibidem, 30 de noviembre de 1933) fue un sacerdote católico argentino que fue el primer obispo de Corrientes desde el año 1910 hasta su fallecimiento en 1933.

## Biografía
Bautizado como Luis Ángel Niella, era hijo de Joaquina Cabral y Díaz Colodrero y del comandante Ángel Niella y nieto de otro Luis Niella, destacado realista correntino. Estudió en su ciudad natal y en el Colegio Jesuítico de Santa Fe; posteriormente cursó estudios de filosofía, y fue ordenado sacerdote el 2 de febrero de 1879 en la catedral de Santa Fe por el obispo de Paraná, monseñor José María Gelabert.
En 1880 fue nombrado cura párroco de la villa de Goya (Corrientes), donde concluyó con la obra de la Iglesia Matriz —actualmente la catedral de la ciudad— que inauguró en agosto de 1884. Allí fundó el periódico La Ley en sociedad con Juan B. Aguirre Silva fundó en Goya el periódico “La Ley”, en que hizo una encendida defensa del clericalismo frente al positivismo dominante en el gobierno nacional.
En 1891 pasó a la ciudad de Rosario como párroco de la Iglesia Matriz. Regresó a Corrientes hacia 1898, y en 1900 fue nombrado vicario foráneo para esa ciudad por el obispo de Paraná, asumiendo el cargo en febrero de ese año. En Corrientes publicó Supersticiones Populares en Corrientes, en que combatía las devociones populares, como las de San La Muerte y el Gauchito Gil, ya que las consideraba desviaciones del cristianismo.
En julio de 1909 falleció el obispo Rosendo de la Lastra y Gordillo, y el papa Pío X decidió escindir de la diócesis de Paraná las jurisdicciones de la Provincia de Corrientes y el Territorio Nacional de Misiones, fundando la diócesis de Corrientes por bula del 3 de febrero de 1910. Exactamente un año más tarde, el mismo Papa nombró obispo de Corrientes al padre Niella. Fue ordenado obispo en la Iglesia Matriz de Corrientes, que en el mismo acto fue declarada catedral, el 4 de junio de 1911.
Dado que la diócesis se había creado para facilitar las visitas pastorales de la cabeza de la misma a los pueblos del interior de la provincia —de muy difícil acceso— y también a los alejados caseríos de Misiones, se esforzó en realizar visitas pastorales a todas las parroquias y capillas de la misma, y en repetirlas cada cierto tiempo. Corregía los comportamientos impropios y las negligencias de los curas, e hizo incorporar a su diócesis decenas de curas extranjeros. Por su parte, aprendió a hablar con fluidez el guaraní, lo que le permitía comunicarse mejor con la población rural y con los inmigrantes paraguayos.
En la ciudad de Corrientes refaccionó y elevó a la categoría de parroquia a la iglesia de la Santísima Cruz de los Milagros.
Como sus antecesores y sucesores, sentía particular devoción por la Virgen de Itatí, y de su propio peculio pagó el camarín de la Virgen en la Basílica de Itatí, obra que inauguró en 1918, en ocasión de declarar a esta advocación mariana patrona de la provincia de Corrientes. Creó en esa localidad un seminario menor, y comenzó una obra de construcción de una nueva basílica, que a poco de iniciarse debió ser suspendida hasta los años 1930.
Falleció en la ciudad de Corrientes el 30 de noviembre de 1933, y sepultado a los pies del altar de la Virgen de Itatí de la catedral correntina. En 1981, sus restos fueron trasladados al Panteón de los Próceres Correntinos, y cuatro años más tarde a la nave izquierda de la Catedral, donde permanecen en la actualidad.
Un sobrino nieto suyo, llamado también Luis Niella, fue un activo sacerdote que actuó desde los años 1960 hasta inicios del siglo XXI, primero en actividades religiosas y de promoción social, y finalmente en política, llegando a ser diputado provincial.